# Otto Götzke (Boxer)
Otto Götzke war ein deutscher Boxer.

## Werdegang
Götzke, Mitglied des SV Polizei Hamburg, wurde im Amateurboxen 1943 deutscher Meister im Bantamgewicht.
Seinen ersten Kampf als Berufsboxer verlor Götzke im Oktober 1945 in Bad Segeberg gegen Herbert Nürnberg. Im Dezember 1946 trat Götzke in Berlin gegen Hans Grötsch an, es ging um die deutsche Meisterschaft im Federgewicht: Götzke unterlag nach Punkten. Auch den Rückkampf im April 1947 verlor er. Nach einer Niederlage gegen Ernst Kohlsaat im August 1949 trat Götzke im Berufsboxen nicht mehr in Erscheinung.